# Barking, Suffolk
Barking är en by och en civil parish i Mid Suffolk i Suffolk i England. Orten har 440 invånare (2001).